# 영암 장동사
영암 장동사(靈岩 長洞祠)는 대한민국 전라남도 영암군 서호면 엄길리에 있는, 임진왜란 때 공신인 전봉성(1561∼1597)을 추모하기 위해 세운 사당으로 천안 전씨인 전봉진과 전봉대를 함께 모시고 있다. 1987년 6월 1일 전라남도의 기념물 제109호로 지정되었다.

## 개요
임진왜란 때 공신인 전봉성(1561∼1597)을 추모하기 위해 세운 사당으로 천안 전씨인 전봉진과 전봉대를 함께 모시고 있다.
그는 임진왜란 때 의병대장인 고경명을 따라 금산전투에 참가했으며 이후 그 공로를 인정받아 함평군수에 제수되었다. 정유재란 때에는 유장춘 등과 힘을 합쳐 율치전투에서 싸우기도 하였으나 아쉽게 선조 30년(1597) 현석포 전투에서 전사하였다.
이 건물은 숙종 32년(1706)에 보수하였고, 영조 52년(1776) 전봉진, 헌종 2년(1836) 전봉대의 위패를 추가로 모셨다. 그 뒤 고종 5년(1868) 흥선대원군의 서원철폐령으로 폐쇄되었다가, 1946년 유림들이 지금 있는 자리로 옮겨 다시 세웠다.

## 주변 건축 허용기준
2020년 1월 16일 '전라남도 지정문화재 역사문화환경 보존지역 내 건축행위 등에 관한 허용기준'이 고시되었다.

## 참고 문헌
- 영암 장동사 - 국가유산청 국가유산포털